# Президентські вибори в Тунісі 2019
Президентські вибори відбулися в Тунісі 15 вересня 2019 року - Другі прямі вибори  з часу революції 2011 року. Спочатку вибори були заплановані на 17 і 24 листопада, але вони були проведені після смерті діючого президента Беджі Каїда Ес-Себсі 25 липня, щоб гарантувати, що новий президент обійме посаду протягом 90 днів, як того вимагає конституція. Оскільки жоден кандидат не отримав більшості голосів у першому турі, у вересні чи жовтні відбудеться другий тур між двома лідируючими кандидатами, Каїсом Саїдом та Набілем Каруєм.
У квітні 2019 року діючий президент Беджі Каїд Ес-Себсі заявив, що не буде переобиратися, даючи можливість для інших кандидатів. Однак Ес-Себсі помер 25 липня у віці 92 років, недоправивши 5 місяців. Президент Асамблеї представників народу Мохамед Еннасер став тимчасовим президентом відповідно до конституційного положення про наступництво президента. Згідно зі статтею 84 Конституції Тунісу тимчасовий президент може виконувати обов'язки 90 днів, тобто повноваження Еннасер має скласти 23 жовтня 2019 року.[неякісне джерело] 

## Виборча система
Президент Тунісу безпосередньо обирається загальним виборчим правом за двома турами. Якщо жоден кандидат не отримує більшості голосів у першому турі, другий тур проводиться між двома найкращими кандидатами. Кандидатам у день подання кандидатури має бути не менше 35 років, а також вони повинні бути мусульманами. Кандидати повинні мати громадянство Тунісу. 

### Суперечка щодо виборчої реформи
18 червня 2019 року Асамблея представників ухвалила поправки до виборчого закону країни, звинувачуючи деяких політиків в тому, що вони забороняли таких кандидатів, як Набіл Каруй та Ольфа Террас, у прийнятті участі у виборах.  Поправки забороняли тих, хто має судимість, а також тих, хто керує благодійними організаціями або отримував іноземне фінансування для політичної реклами в рік, що передує виборам.  25 червня члени Поклику Тунісу і Народного фронту подали подання до Асамблеї представників, визнавши цей крок неконституційним.

## Кандидати

### Затверджені кандидати
| Кандидат             | Партія                                   | Прим.         |
| -------------------- | ---------------------------------------- | ------------- |
| Мохамед Аббу         | Демократична течія                       | [ 13 ]        |
| Саїд Айді            | Бені Ватані                              | [ 14 ]        |
| Хатем Булабяр        | Незалежний                               | [ 15 ]        |
| Абід Брікі           | Туніс вперед!                            | [ 16 ]        |
| Юсеф Шахед           | Хай живе Туніс                           | [ 17 ]        |
| Сельма Еллоумі       | Аль-Амаль                                | [ 18 ]        |
| Еліс Фахфах          | Демократичний форум праці та свобод      | [ 19 ]        |
| Мохамед Хечмі Хамді  | Потік кохання                            | [ 20 ]        |
| Хамма Хаммамі        | Популярний фронт                         | [ 21 ]        |
| Néji Jalloul         | Незалежний                               | [ 22 ]        |
| Хамаді Джебалі       | Незалежний                               | [ 23 ]        |
| Мехді Джомаа         | Туніська альтернатива                    | [ 24 ]        |
| Набіл Каруй          | Серце Тунісу                             | [ 25 ]        |
| Сейфеддін Махлуф     | Коаліція гідності                        | [ 26 ]        |
| Омар Мансур          | Незалежний                               | [ 27 ]        |
| Мохсен Марзук        | Мачуру Тунес                             | [ 28 ]        |
| Монсеф Марзукі       | Аль-Ірада                                | [ 29 ]        |
| Абдельфаттах Муру    | Партія відродження                       | [ 30 ]        |
| Абір Муссі           | Вільна дестурійська партія               | [ 31 ]        |
| Лотфі Мрайхі         | Союз республіканського народу            | [ 32 ]        |
| Мохамед Есгхаєр Нурі | Незалежний                               | [ 33 ]        |
| Монгі Рахой          | Популярний фронт                         | [ 34 ]        |
| Слім Ріахі           | Новий національний союз                  | N/A           |
| Сафі Саїд            | Партія народного руху або Незалежний     | [ 35 ] [ 36 ] |
| Каїс Саїд            | Незалежний                               | [ 37 ]        |
| Абделькарим Збіді    | Незалежний (при підтримці Поклик Тунісу) | [ 38 ]        |

### Відхилені кандидати
- Мунір Баатур[39]

### Кандидати, які зняли свою кандидатуру
- Самія Аббу — Член Ассамблеї.[40]
- Беджі Каїд Ес-Себсі — Президент Тунісу знявся на початку виборчої кампанії.[41]

## Попередні результати
| Кандидат                     | Кандидат                     | Партія                              | Перший тур | Перший тур | Другий тур | Другий тур |
| Кандидат                     | Кандидат                     | Партія                              | Голосів    | %          | Голосів    | %          |
| ---------------------------- | ---------------------------- | ----------------------------------- | ---------- | ---------- | ---------- | ---------- |
|                              | Каїс Саїд                    | Незалежний                          | 620,711    | 18.40      | 2,777,931  | 72.71      |
|                              | Набіл Каруй                  | Серце Тунісу                        | 525,517    | 15.58      | 1,042,894  | 27.29      |
|                              | Абдельфаттах Муру            | Партія відродження                  | 434,530    | 12.88      |            |            |
|                              | Абделькарим Збіді            | Незалежний                          | 361,864    | 10.73      |            |            |
|                              | Юсеф Шахед                   | Хай живе Туніс                      | 249,049    | 7.38       |            |            |
|                              | Сафі Саїд                    | Незалежний                          | 239,951    | 7.11       |            |            |
|                              | Лотфі Мрайхі                 | Союз республіканського народу       | 221,190    | 6.56       |            |            |
|                              | Сейфеддін Махлуф             | Коаліція гідності                   | 147,351    | 4.37       |            |            |
|                              | Абір Муссі                   | Вільна дестурійська партія          | 135,461    | 4.02       |            |            |
|                              | Мохамед Аббу                 | Демократична течія                  | 122,287    | 3.63       |            |            |
|                              | Монсеф Марзукі               | Аль-Ірада                           | 100,338    | 2.97       |            |            |
|                              | Мехді Джомаа                 | Туніська альтернатива               | 61,371     | 1.82       |            |            |
|                              | Монгі Рахой                  | Популярний фронт                    | 27,346     | 0.81       |            |            |
|                              | Мохамед Хечмі Хамді          | Потік кохання                       | 25,284     | 0.75       |            |            |
|                              | Хамма Хаммамі                | Незалежний                          | 23,252     | 0.69       |            |            |
|                              | Еліс Фахфах                  | Демократичний форум праці та свобод | 11,532     | 0.34       |            |            |
|                              | Саїд Айді                    | Бені Ватані                         | 10,198     | 0.30       |            |            |
|                              | Омар Мансур                  | Незалежний                          | 10,160     | 0.30       |            |            |
|                              | Мохсен Марзук                | Мачуру Тунес                        | 7,376      | 0.22       |            |            |
|                              | Хамаді Джебалі               | Незалежний                          | 7,364      | 0.22       |            |            |
|                              | Néji Jalloul                 | Незалежний                          | 7,166      | 0.21       |            |            |
|                              | Абід Брікі                   | Туніс вперед!                       | 5,799      | 0.17       |            |            |
|                              | Сельма Еллоумі Рекік         | Аль-Амаль                           | 5,094      | 0.15       |            |            |
|                              | Мохамед Есгхаєр Нурі         | Незалежний                          | 4,598      | 0.14       |            |            |
|                              | Слім Ріахі                   | Новий національний союз             | 4,472      | 0.13       |            |            |
|                              | Хатем Булабяр                | Незалежний                          | 3,704      | 0.11       |            |            |
| Порожні бюллетені            | Порожні бюллетені            | Порожні бюллетені                   | 23,867     | –          | 15 912     | –          |
| Пошкоджені бюллетені         | Пошкоджені бюллетені         | Пошкоджені бюллетені                | 68,344     | –          | 55 348     | –          |
| Разом                        | Разом                        | Разом                               | 3,465,184  | 100        | 3 892 085  | 100.00     |
| Зареєстровані виборці / явка | Зареєстровані виборці / явка | Зареєстровані виборці / явка        | 7,074,566  | 48.98      | 7,074,566  | 55.02      |
| Джерело: ISIE                |                              |                                     |            |            |            |            |